# Рындин, Евгений Юрьевич
Евге́ний Ю́рьевич Ры́ндин (10 марта 1972, Мингечаур, Азербайджанская ССР, СССР — 30 марта 1995, Ачхой-Мартан, Чечня, Россия) — Герой Российской Федерации.

## Биография
Евгений Рындин родился в 1972 году в азербайджанском городе Мингечаур.
До 1982 года учился в средней школе № 6 г. Холмска Сахалинской области. Окончил среднюю школу № 1 г. Узловая Тульской области, в которой учился с 1983 по 1989 год. В школе его самым любимым предметом была начальная военная подготовка. Рындин ещё тогда стал неплохо разбираться в оружии и боевой технике.
В 1989 году Евгений поступил в Орджоникидзевское высшее военное командное краснознаменное училище внутренних войск им. С. М. Кирова и окончил в 1994 году данное училище с отличием.
Свою офицерскую службу лейтенант Рындин начал командиром взвода в 46-м полку оперативного назначения 100-й дивизии оперативного назначения Северо-Кавказского округа внутренних войск МВД России.
Неоднократно выполнял служебные обязанности в районе чрезвычайного положения. За короткое время сумел завоевать авторитет среди сослуживцев, пользовался огромным уважением среди подчинённых. 30 марта 1995 года лейтенант Рындин выполнял обязанности начальника заставы вблизи одного из чеченских населённых пунктов. Глубокой ночью наблюдатели доложили офицеру о передвижении группы неизвестных в районе расположенной рядом с заставой молочно-товарной фермы (МТФ). Необходимо было провести разведку. Офицер вместе с младшим сержантом Александром Кривоконём выдвинулся в направлении МТФ. Разведчики, осторожно осмотрев ферму, решили пройти чуть дальше, в лесок. Там их обнаружили боевики.
Завязался бой, который был коротким, но ожесточённым. Сначала в ход пошли автоматы, потом гранаты. Точными и прицельными выстрелами разведчики отсекали наседавших «духов». Рындин приказал сержанту отходить, а сам сменил позицию, отвлекая огонь нападавших на себя. Тяжелораненого Кривоконя солдаты подобрали утром возле заставы.
Раненный в ноги и грудь, лейтенант Рындин продолжал вести бой, пока не кончились патроны, а потом был схвачен боевиками. Они пытали его, жгли паяльной лампой лицо, руки… Изуродованное мёртвое тело бросили в лесу. Так они отомстили офицеру за смерть их одиннадцати человек.
За мужество и героизм, проявленные при выполнении служебного долга, Указом Президента Российской Федерации № 877 от 25 августа 1995 года лейтенанту Рындину Евгению Юрьевичу присвоено звание Героя Российской Федерации посмертно.
Евгений Рындин похоронен в Узловой.